# Ostenfelds ögontröst
Ostenfelds ögontröst (Euphrasia ostenfeldii) är en snyltrotsväxtart som först beskrevs av Herbert William Pugsley, och fick sitt nu gällande namn av Peter Frederick Yeo. Ostenfelds ögontröst ingår i släktet ögontröster, och familjen snyltrotsväxter. Inga underarter finns listade i Catalogue of Life.